# Asséeur
Ne doit pas être confondu avec assesseur.
Sous l'Ancien Régime, un asséeur était, dans chaque paroisse, celui qui était chargé d' asseoir l'impôt, autrement dit de déterminer son assiette, c'est-à-dire de répartir les biens et revenus sur lesquels la taille est "assise", calculée.
- En pays de "taille personnelle", le collecteur-asséeur assurait seul l'assiette et la collecte, la réunion des deux fonctions étant intervenue à la fin du XVIe siècle.
- En pays de "taille réelle", le collecteur n'était pas asséeur puisque la répartition était fixée par les compoix.

Les asséeurs (il y en avait en général deux ou trois par paroisse, davantage dans les grandes paroisses) étaient des habitants élus pour un an par leurs pairs parmi les taillables (redevables de la taille). Ils ne pouvaient refuser cette charge, qui était redoutée parce qu'elle apportait souvent des inimitiés et des rancœurs et parce que les asséeurs-collecteurs étaient responsables sur leurs deniers. Après la collecte, la recette devait être portée au receveur des tailles de l'élection ou à ses commis.
Dans certains textes anciens, le terme se rencontre sous la forme "asseyeur" ou "assoyeur" ; en Lorraine, par exemple.
- « Rolle de tous les habitants qui composent la communauté de Dombrot ancien Bouzey, et qui sont contribuables pour l’année 1744, portant la somme de ... de 1800 livres, desquels la présente déclaration a été mise ez mains de François Réduit, Dominique Rémy Dorget et Nicolas Chavoy, tous les trois assoyeurs choisis à la pluralitez des voix, tirés des 3 classes, haute, moyenne et basse en corps de communauté suivant l’ordonnance de sa majesté, pour en faire la répartition sur tous les contribuables, le fort aidant le faible après avoir pris et reçu leur serment de même que celuy du collecteur. »
- En 1781, à Villers-aux-Vents, pour satisfaire aux ordonnances envoyées par les « seigneurs, le président et les conseillers de la Chambre des Comptes et Cour des Aides du Duché de Bar », deux rôles séparés, de chacun un pied certain de cent livres (établis par le maire) devaient servir aux trois « asseyeurs » élus et choisis par les habitants, pour la répartition.